# Isophellia stella
Isophellia stella is een zeeanemonensoort uit de familie Isophelliidae.
Isophellia stella is voor het eerst wetenschappelijk beschreven door Cutress in 1971.